# Капанбулак (село)
Капанбулак (каз. Қапанбұлақ) — село в Жарминском районе Абайской области Казахстана. Административный центр Капанбулакского сельского округа. Код КАТО — 634475100.

## Население
В 1999 году население села составляло 656 человек (344 мужчины и 312 женщин). По данным переписи 2009 года, в селе проживали 364 человека (192 мужчины и 172 женщины).